# كوريدروس شوليتزي
كوريدروس شوليتزي (باللاتينية: Corydoras aeneus)، (بالإنجليزية: Bronze corydoras) تنتمي لعائلة كالشيتايدي .